# Papirus 48
Papirus 48 (według numeracji Gregory-Aland), oznaczany symbolem {\displaystyle {\mathfrak {P}}^{48}} – grecki rękopis Nowego Testamentu, spisany w formie kodeksu na papirusie. Paleograficznie datowany jest na III wiek. Zawiera fragmenty Dziejów Apostolskich, tekst był kilkakrotnie publikowany.

## Opis
Zachowały się fragmenty kodeksu z tekstem Dziejów Apostolskich 23,11-29. Tekst pisany jest w 42-47 linijkach na stronę. Skryba miał rękę wprawioną w pisaniu dokumentów. Zachowała się środkowa część karty kodeksu.
Nomina sacra pisane są skrótami (ΥΣ dla ΥΙΟΣ – syn), stosowane są również inne skróty (M dla czterdziestu).
Skryba popełnił kilka błędów, w Dz 23,12 napisał αποκτειναστην zamiast αποκτεινωσιν τον, a w Dz 23,28 εκαλουν zamiast ενεκαλουν.
Według Alanda jest jednym z sześciu wczesnych rękopisów Dziejów Apostolskich (m.in. {\displaystyle {\mathfrak {P}}^{50}}, {\displaystyle {\mathfrak {P}}^{53}}).

## Tekst

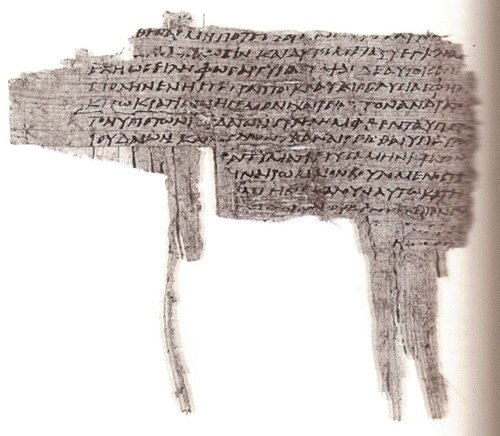
Papirus 48 verso, fragment Dz 23,25-29

Tekst grecki rękopisu reprezentuje tekst zachodni, Kurt Aland zaklasyfikował go do kategorii IV. Tekst jest bliski dla Kodeksu Bezy oraz starołacińskiemu przekładowi w recenzji arfykańskiej (Afra).
Przekazuje unikatowy wariant w Dz 28,12: βοηθειαν συστραφεντες τινες των Ιουδαιων, inne rękopisy mają: ποιησαντες συστροφην οι Ιουδαιοι ({\displaystyle {\mathfrak {P}}^{74}}, Sinaiticus, Vaticanus, Ephraemi, Laudianus, 33, 36, 81, 323, 945, 1175, 1739, 1891, syrh), lub: ποιησαντες τινες των Ιουδαιων συστροφην (większość bizantyjska, lat, Peszitta, oraz część rękopisów koptyjskich).
W Dz 28,13 zamiast ταυτην την συνωμοσιαν ποιησαμενοι przekazuje ανθεματισαντες εαυτους. Wariant kodeksu wspiera tylko staro-łaciński Codex Floriacensis (h).

## Historia
Rękopis odkryty został w Egipcie przez pracowników „Societa italiana per la ricerca dei Papiri greci e latini in Egitto”. Tekst rękopisu opublikowany został w 1932 roku, przez G. Vitellego oraz S.G. Mercatiego, następnie przez Schofielda i Comforta. Ernst von Dobschütz umieścił go na liście rękopisów Nowego Testamentu, w grupie papirusów, dając mu numer 48.
Kształty liter są charakterystyczne dla III wieku. Rękopis datowany jest przez INTF na wiek III.
Obecnie przechowywany jest w Bibliotece Laurenziana (PSI 1165) we Florencji.